# Jesús Giron i Araque
Jesús Giron i Araque   (Calles, 1956) és un poeta i dramaturg. És mestre d'escola, llicenciat en ciències de l'educació i llicenciat en geografia i història. Ha fet de mestre de primària i ha ensenyat valencià a secundària. Actualment està jubilat.
Va començar la seua trajectòria literària amb 53 anys. Ha participat en diverses publicacions col·lectives, com Els déus no abandonen Antoni (un homenatge al poeta Antoni Ferrer i Perales) o Entre la pedra i el ferro (Poetes pel patrimoni de Sagunt).
És autor de diversos poemaris, entre els quals destaquen Llibre de contemplació (Editorial Germania, 2014), Inventari de fragilitats (XVIII Premi de Poesia Jaume Bru i Vidal de Sagunt, Onada Edicions, 2016), El Bosc de bambú (XIX Premi Betúlia de poesia - Memorial Carme Guasch i Darné de Badalona, Viena Edicions, 2019)., Hotel (XVII Premi de Literatura Breu de Mislata, modalitat Poesia en Valencià, Ajuntament de Mislata, 2019), El so de la flauta de jade (Premi Festa d’Elx 2020, Bromera Edicions) i Prèclum  (XII Premi Ciutat de Torrent de Poesia 2021, Tabarca Llibres), Tríptic dels improperis, La dinastia de terracota (49é Premi de poesia de Martorell) i De déus efímers (XXVII Premi de Poesia Josep Maria Ribelles de Puçol, Onada Edicions). També ha publicat una obra de teatre, Ma Chérie (XIII Premi de teatre breu Andreu Solsona de Badalona, Ed. Pont de Petroli, 2020).
A més a més ha estat guardonat en altres certàmens de poesia, com ara els d'Amposta, la Pobla de Vallbona, Picassent, Canals, l'Alcúdia de Crespins o Nules.
Obra publicada
Poesia
- Llibre de contemplació, Ed. Germania, 2013.
- Inventari de fragilitats, Onada Edicions, 2016.
- El bosc de bambú, Viena Edicions, 2019.
- Hotel, Ajuntament de Mislata, 2019.
- El so de la flauta de jade. Edicions Bromera, 2021.
- Prèclum. Tabarca Edicions, 2022.
- Tríptic dels improperis. Trencatimons Editors, 2022.
- La dinastia de terracota. Viena Edicions, 2023.
- De déus efímers. Onada Edicions, 2024.

Teatre
- Ma chérie, Ed. Pont de Petroli, 2020